# 長身堅銀漢魚
長身堅銀漢魚（学名：Atherinosoma elongata）為輻鰭魚綱銀漢魚目銀漢魚科的其中一種，分布於印度西太平洋澳洲海域，體長可達9.5公分，為亞熱帶魚類，主要棲息在底中層水域，生活習性不明。